# Asch-Schamal
asch-Schamal (arabisch بلدية الشمال, DMG baladīyat aš-Šamāl) ist eine Gemeinde an der Nordspitze des Emirats Katar. Die Einwohnerzahl liegt bei 7975 (Stand: April 2010).
Die Gemeinde umfasst die Orte:
- Madīnat asch-Schamāl (ar-Ruways), 3267 Einwohner
- Fuwayriṭ (al-Jassasiyah), 1306 Einwohner
- az-Zubāra, 826 Einwohner
- Mirinda, 257 Einwohner

Das Stadion des Fußballvereins al-Shamal SC war die Trainingsstätte der deutschen Fußballnationalmannschaft bei der Fußball-Weltmeisterschaft 2022.